# CityCar
 (novembre 2016).
 (septembre 2018).
Si vous disposez d'ouvrages ou d'articles de référence ou si vous connaissez des sites web de qualité traitant du thème abordé ici, merci de compléter l'article en donnant les références utiles à sa vérifiabilité et en les liant à la section « Notes et références ».

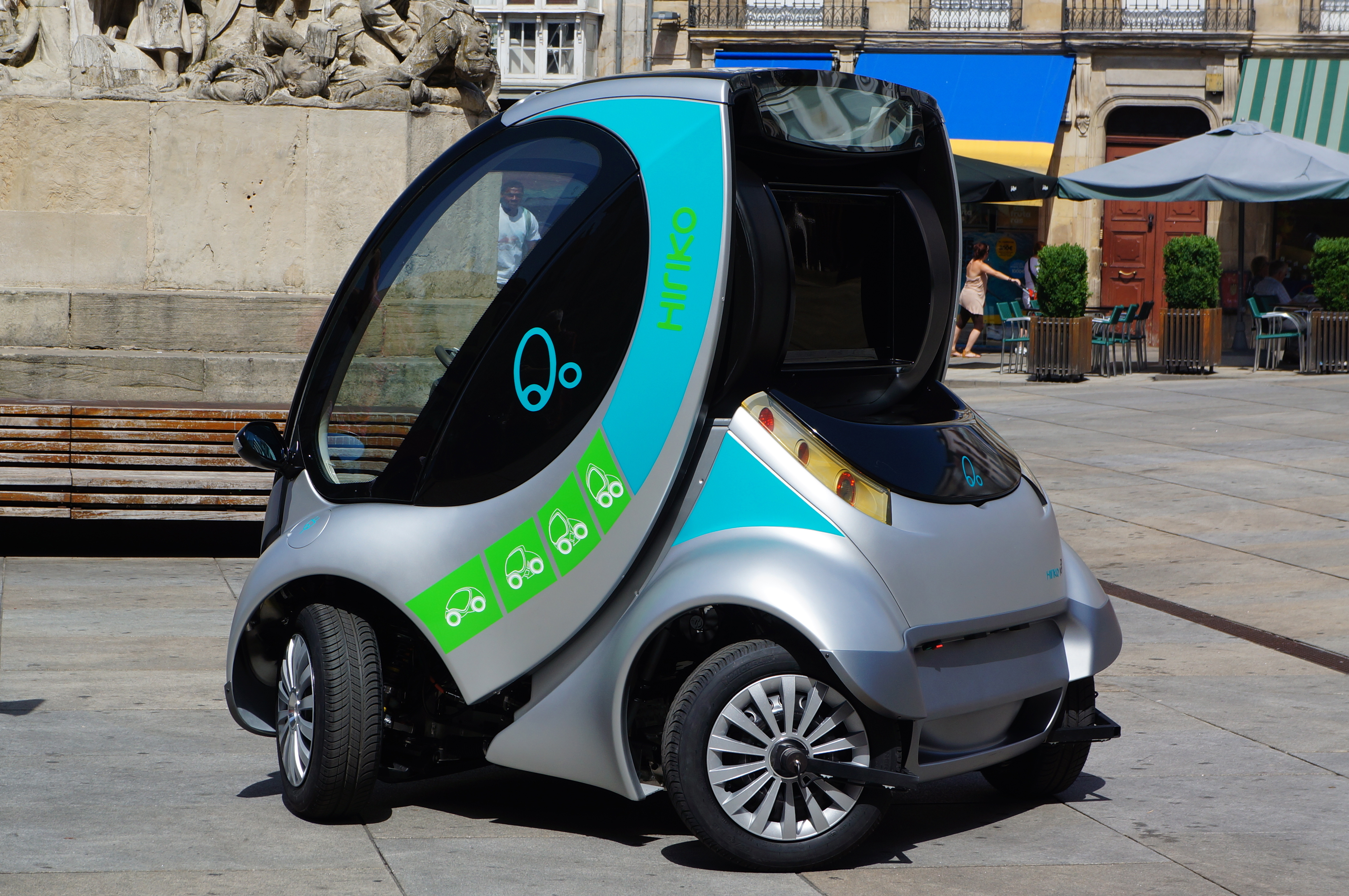
La Hiriko dans une rue de Vitoria-Gasteiz, en Espagne

La CityCar, ou MIT CityCar, est un concept-car citadin à propulsion électrique qui a la particularité d'être pliable. Elle a été conçue au Media Lab du Massachusetts Institute of Technology (MIT).
Le consortium espagnol Hiriko Driving Mobility s'est basé sur ce concept-car pour développer la Hiriko.

## Histoire
Cette étude sur les déplacements humains avancés est en cours depuis 2003. Conçue pour des déplacements fluides dans les centres-villes, ce concept-car a été pensé de manière que les passagers puissent circuler dans la ville de manière intelligente et écologique. Ce projet comprend le test et la fabrication d'un véhicule qui réinvente la voiture en tant qu'objet et redéfinit la relation de l'utilisateur aux modèles métropolitains. L'intention était de sortir du processus de conception habituel du seul design automobile. Le prototype a été conçu dans une nouvelle perspective: celle de l'architecture, de l'énergie, de l'écologie, de l'urbanisme et du design urbain.
L'architecte Frank Gehry a participé à l'exploration des premières versions de la CityCar et General Motors a fourni une grande partie du soutien financier.